# 4224 Susa
4224 Susa este un asteroid din centura principală, descoperit pe 19 mai 1988 de Eleanor Helin.